# Brandon (Missisipi)
Brandon – miasto w Stanach Zjednoczonych, w stanie Missisipi, siedziba administracyjna hrabstwa Rankin.